# 学生ローン
学生ローン（がくせいローン）とは、日本では学生本人を対象に融資を行う消費者金融のことである。なお銀行などの金融機関が学生の保護者を対象に行う学費など教育関係経費についての融資は教育ローンと呼ばれる。銀行などが大学と提携して行う教育ローンは、○○大学学資ローンや○○大学奨学ローンなどという独自の名称で呼ばれることもある。
ところで学生ローンが消費者金融のローンだけを意味するのは日本的な現象である。日本国外で学生ローンstudent loanというと、学生本人に対する公私の融資制度が広く含まれ消費者金融機関による融資に限られない。民間の金融機関、たとえば大手の銀行などでも学生本人に対する融資を行っている。また政府機関などが行う学生本人を対象とする融資も学生ローンと日本国外では呼ばれている。

## 概要
一般に、大手消費者金融では健康保険証や運転免許証の提示を求めて本人確認を行い、20歳未満の未成年者や定職による収入の無い学生を融資対象としていない。これに対して学生でも消費者金融のサービスを受けられるように、学生ローンを取り扱う消費者金融業者がある。
高校生を除く満18歳以上の学生(大学院生・大学生・短期大学生・専門学校生など)に限って利用が出来る。ただし業者によっては、未成年者への融資は行っていない場合や、アルバイト等をしていないと融資が受けられない場合もあるとされていたが、2010年（平成22年）6月18日に完全施行された改正貸金業法で年収の3分の1を超える貸し付けが禁止されたため、収入のない人への貸付ができなくなった。(但し、銀行カードローンは銀行法、クレジットカードのショッピング枠は割賦販売法、質屋は質屋営業法がそれぞれ適用されるので、これらは貸金業法の総量規制は受けない)
「学生ローン」という名称から、社会人は顧客としていないと思われがちだが、多くの学生ローン業者は、社会人向けローン事業も扱っている。学生ローンの場合、学生証に加えて、健康保険証あるいは運転免許証による提示で、学生身分の確認と本人確認を行うこと、融資限度額50万円以下と少額に抑えていることが一般的である。
融資利率は、業者の宣伝文書を比較する限り、社会人向けのものと違いがないと見られるが、学割格安利率の適用を宣伝している業者もある。業者の宣伝によれば、15分から20分程度の短時間の審査により、即日融資をするとのことである。
2006年（平成18年）1月の最高裁判所の確定判決により、出資法の上限金利（29.2%）と利息制限法（15-20%）に挟まれた「グレーゾーン金利」の受取が出来なくなり、消費者金融業者は、債務者の弁済の任意性を弁済状況を示す書面の交付によっては証明できなくなった。
また同年12月20日には、上限金利を20%以下とする改正貸金業法も公布された（1年以内に施行。さらに施行後2年半以内に、出資法の上限金利を引き下げた）。このような環境下で学生ローン専門業者を含む貸金業者は、利息制限法の上限金利を超えた灰色金利での営業を継続できなくなっている。なお利息制限法による上限金利は貸付額10万円未満の場合、年20％。10万以上百万円未満の場合年18％、100万円以上年15％である。
なお日本学生支援機構の奨学金は、学生本人を対象にした貸与制度であるので、世界標準の定義では「学生ローン」と呼ばれるものである。これには、無利息の第一種奨学金と、有利息の第二種奨学金の区別があり、年1回の定時的な採用のほか、家計の急変などに対応した緊急時の緊急採用（応急採用）の仕組みもある。また学校によっては、無利息あるいは低利息の貸付金制度を独自に用意しているところもある。これらの無利息あるいは低利息の貸付制度の利用については、各学校の学生課などで相談を受け付けている。

## ネットワークビジネスとの関連性
近年ネットワークビジネス（マルチ商法）や未公開株にのめり込んで学生ローンに手を出す学生が増えており、消費者センター等で注意を呼びかけている。